# Jacquelyn Thiel
Jacquelyn Thiel, geborene Webb, (* 1980) ist eine US-amerikanische Biathletin und Leichtathletin (Lang- und Mittelstreckenlauf).
Jacquelyn Thiel lebt in Salt Lake City und startet für Utah Nordic. Sie ist mit Konrad Thiel verheiratet. In der Gesamtwertung des Biathlon-NorAm-Cups 2010/11 wurde sie 15. Bei den Nordamerikanischen Meisterschaften im Biathlon 2011 in Whistler war Thiel die einzige Frau am Start und gewann ungefährdet die Titel im Sprint und in der Verfolgung. Neben Biathlon betreibt sie auch Lang- und Mittelstreckenlauf, nahm 2011 beispielsweise am Halbmarathon von Salt Lake City und dem Marathon in Vancouver teil.

## Belege
1. ↑   Sprintresultate NORAM 2011 (Memento vom 9. November 2013 im Internet Archive) (PDF; 166 kB)
2. ↑   Verfolgungsrennen NORAM 201 (Memento vom 13. Februar 2014 im Internet Archive) (PDF; 135 kB)
3. ↑   SALT LAKE CITY 1/2 MARATHON (Memento vom 6. Januar 2012 im Internet Archive)
4. ↑   BMO Vancouver Marathon at Concord Place (Memento vom 1. Dezember 2011 im Internet Archive)

| Personendaten    | Personendaten                                  |
| ---------------- | ---------------------------------------------- |
| NAME             | Thiel, Jacquelyn                               |
| ALTERNATIVNAMEN  | Webb, Jacquelyn                                |
| KURZBESCHREIBUNG | US-amerikanische Biathletin und Leichtathletin |
| GEBURTSDATUM     | 1980                                           |